# 汗疱疹
汗疱疹是一種濕疹類的皮膚病，症狀為患者手或腳上長出小水泡。它是急性、難以根治的皮膚病，且容易反覆發作。汗疱疹好發於手指、手掌和腳底，忽然發病之時常伴隨著強烈的搔癢感，隨後小疱逐漸擴大、破皮，甚至苔癬化。在美國，汗疱疹的患病率約為5000分之一，但許多濕疹病例常被診斷為一般過敏性濕疹，未做更深入檢查，因此可能低估了汗疱疹的發生率。
醫師會依照汗疱疹的嚴重程度來安排適當的治療。外用藥膏主要是類固醇藥膏；口服藥有抗組織胺以及類固醇；紫外線光療適用於嚴重的汗疱疹患者。
汗疱疹可能持续一个发病期，又或者很多个发病期。患者要注意洗完手后记得擦护手霜，保持手部不要有干燥感觉。但是要注意，汗疱疹发作时候不可以用激素类药物，不然可能会致使发病部位更加严重。

## 病因
汗疱疹的发病原因尚不清楚，但是它极大可能与心理，环境因素或食物過敏等相关。人们由于心情憂鬱，以及接触的外部环境可能诱发汗疱疹。汗疱疹发作时候，发病部位感觉得很不舒适，发病部位会出现小红点，可能会伴有瘙痒，皮肤脱落等症状。
2005年，安徽医科大学和北京中国国家人类基因组中心的研究人员，推测单基因突变可能导致该疾病的易感性，对一个在中国四代人中通过常染色体显性遗传表现出该疾病的家族进行了一项研究。他们对该家族内单倍型的分析确定了该疾病在18号染色体上的一个基因座。

## 症狀
最明顯的症狀是成群出現的小水泡，好發於手掌、腳掌、手指或腳趾邊緣，可能會維持數天至數週，且可能出現汗反覆發作情況。除了小水泡外，汗皰疹常見的症狀包括：
- 指甲變厚且出現顏色變化
- 起水泡前皮膚搔癢、灼痛感
- 皮膚紅腫、龜裂，皮膚乾燥龜裂
- 水泡周圍皮膚發癢、乾燥脫屑且大量出汗

## 外部連結
- 汗疱疹 （页面存档备份，存于）  於MedlinePlus（英文）
- 汗疱疹的圖片 （页面存档备份，存于）  於Skinsight（英文）
- 汗疱疹 （页面存档备份，存于）  於DermNet NZ（紐西蘭皮膚科學會）（英文）
- 汗疱疹患者的資訊、建議及經驗分享 （页面存档备份，存于） （英文）
- 掌跖部急性湿疹(出汗不良性湿疹) （页面存档备份，存于） （中文）